# Orchis buelii
Orchis buelii är en orkidéart som beskrevs av Wildh. Orchis buelii ingår i släktet nycklar, och familjen orkidéer. Inga underarter finns listade i Catalogue of Life.